# Aroa cometaris
Aroa cometaris är en fjärilsart som beskrevs av Butler 1887. Aroa cometaris ingår i släktet Aroa och familjen tofsspinnare. Inga underarter finns listade i Catalogue of Life.